# Sakuma Satoru
Satoru Sakuma (佐久間 悟 (Tá-Cửu-Gian Ngộ) Sakuma Satoru, sinh ngày 7 tháng 7 năm 1963) là một huấn luyện viên và cựu cầu thủ bóng đá người Nhật Bản.

## Sự nghiệp Huấn luyện viên
Satoru Sakuma đã dẫn dắt Omiya Ardija và Ventforet Kofu.